# Süßerode
Süßerode oder Sosingerode, auch Socingherode oder Zotzingerode, war der Name eines wüst gefallenes Dorfes vor Hannover im Bereich des heute hannoverschen Stadtteils Kirchrode. Von dort aus gesehen lag Süßerode kurz vor Seelhorst linker Hand auf dem alten Weg nach Döhren.

## Geschichte
Am 15. Juli 1310 verkaufte Johannes von Anecamp der Äbtissin des Klosters Fischbeck seine Güter sowohl in Anecamp als auch in Socingherode. Laut einer Urkunde von 1339 lag Süßerode gemeinsam mit Kirchrode und Dorproden (Debberode) im hannoverschen Bruch oder Roderbruch. Süßerode war ein bedeutendes Dorf mit einem sandigen, leicht zu beackernden Sandbogen und mit einer großen Feldmark mit mindestens 14 Hufen oder 30 Morgen Land. Dieses erstreckte sich zeitweilig auf die Bünte, das Langefeld, die Windwael, die Lindwisch und das Bruchfeld vor der Seelhorst. Beim Dorf gab es einen Kirchhof, somit mutmaßlich auch eine eigene Kapelle.
Nach ihrer Gründung hatte die Kirchroder Pfarre in der Süßeroder Feldmark ihre meisten Ländereien. Ungeklärt ist, ob der Bischof von Hildesheim der erste war, der dort eine Rodung veranlasste. Die Gegend in und um Süßerode ist mit zahlreichen Lehen verbunden und in diesem Zusammenhang mit Namen wie von Bortfeld, von Hahnensee, von Brabeck, von Lenthe und deren Meiern sowie zahlreichen nichtadeligen, namentlich bekannten Geschlechtern, die teilweise in Kirchrode neue Hofstellen errichteten.
Nach 1339 fiel Süßerode wüst, ebenso der dortige Hof der Familie Schwarze. Anderen verjagten Bauern und vertriebenen Bewohnern des ehemaligen Dorfes wurden von ihren Grundherren neue Hof- und Baustellen in Kirchrode zugewiesen, von wo aus sie etwa das Lange Feld der verlassenen Feldmark bewirtschafteten.
Bis zur Verkoppelung im Jahr 1850 hatte die Kirchroder Pfarre eine eigene Wiese namens Süßeroder Kirchhof im Bereich des ehemaligen Dorfes. Dort fand sich seinerzeit noch ein Wasserloch oder Sumpf, der möglicherweise von einem Brunnen herrührte.
Nach den Luftangriffen auf Hannover im Zweiten Weltkrieg und dem Zustrom von Flüchtlingen war die Gesamtgemeinde der Kirchroder Jakobikirche zwischen 1945 und 1948 auf rund 16000 Seelen angewachsen, davon rund 7750 in Kirchrode, 4700 in Bemerode-Wülfel und 3550 in Anderten. Noch im Juli 1952 gründete sich zudem die „Kapellengemeinde Süßerode“ für die ausgebombten Menschen, die hilfsweise in den Laubenkolonien zwischen Kirchrode und Döhren hausten.
Noch heute erinnert der Name der Kleingärtner-Kolonie Süßerode an das wüst gefallene Dorf und die Flüchtlinge der Kirchengemeinde.

## Süßroder Weg
Um 1850 lag im – heutigen – Stadtteil Kirchrode ein Feldweg im Süßeroder Feld. 1919 wurde die ausgebaute Verbindung zwischen Bemeroder Straße und Rutenstraße dann nach dem Flurnamen benannt.

## Süßeroder Straße
Die Süßeroder Straße im Verlauf eines alten Feldweges südlich der Lehrter Straße im – heutigen – Stadtteil Anderten wurde 1957 mutmaßlich deshalb so benannt, weil der Weg in Richtung des wüst gewordenen Dorfes Süßerode führte.